# Erddig Castle
Erddig Castle är ett slott i Storbritannien.   Det ligger i kommunen Wrexham och riksdelen Wales, i den södra delen av landet, 260 km nordväst om huvudstaden London. Erddig Castle ligger 91 meter över havet.
Terrängen runt Erddig Castle är platt åt sydost, men åt nordväst är den kuperad. Terrängen runt Erddig Castle sluttar österut. Runt Erddig Castle är det ganska tätbefolkat, med 78 invånare per kvadratkilometer. Närmaste större samhälle är Wrexham, 2,0 km nordost om Erddig Castle. Trakten runt Erddig Castle består i huvudsak av gräsmarker.